# Eva Maria Kroismayr-Baier
Eva Maria Kroismayr-Baier (* 12. August 1981 in Schladming) ist eine österreichische Politikerin der Freiheitlichen Partei Österreichs (FPÖ). Seit dem 18. Dezember 2024 ist sie Abgeordnete zum Steiermärkischen Landtag.

## Leben

### Ausbildung und Beruf
Eva Maria Kroismayr-Baier absolvierte nach ihrer Matura an der FHWien der WKW das Studium Tourismusmanagement, das damals noch am Campus der Tourismusschule MODUL der Wirtschaftskammer Wien gelehrt wurde, welches sie 2007  mit einer Diplomarbeit zum Thema Flexible Preissysteme in Skigebieten am Fallbeispiel der Planai-Hochwurzen-GmbH als Magister (FH) abschloss. Danach war sie einige Jahre in unterschiedlichen Tourismusbetrieben tätig, bis sie sich 2013 als Gastronomin auf der Planai selbständig machte. 2023 verpachtete sie den Betrieb und ist seitdem als gewerbliche Vermieterin tätig.

### Politik
Kroismayr-Baier ist seit 2025 Stadträtin in Schladming, nachdem sie den Mandatsstand zuvor verfünffachen konnte. Da bei der Wahl zum Bürgermeister im Gemeinderat Gleichstand herrschte, wurde sie nur aufgrund eines Losentscheides nicht Bürgermeisterin in Schladming. Sie wurde 2021 zur Bezirksobfrau des Ring Freiheitlicher Wirtschaftstreibender Liezen gewählt und ist seit 2023 Stadtparteiobfrau der FPÖ Schladming.
Bei der Landtagswahl 2024 kandidierte sie für die FPÖ an siebenter Stelle im Landtagswahlkreis 4, welcher die Bezirke Bruck-Mürzzuschlag, Leoben, Liezen, Murau und Murtal umfasst, und wurde, nachdem Spitzenkandidat Mario Kunasek sowie Hannes Amesbauer in die Landesregierung einzogen, direkt in den Steiermärkischen Landtag gewählt. Am 18. Dezember 2024 wurde sie in der konstituierenden Sitzung der XIX. Gesetzgebungsperiode als Abgeordnete zum Steiermärkischen Landtag angelobt.

### Privates
Kroismayr-Baier ist geschieden und Mutter zweier Kinder.